# Сан Басано
Сан Баса̀но (на италиански: San Bassano, на местен диалект: San Basan, Сан Басан) е село и община в Северна Италия, провинция Кремона, регион Ломбардия. Разположено е на 59 m надморска височина. Населението на общината е 2170 души (към 2016 г.).